# Tubastraea

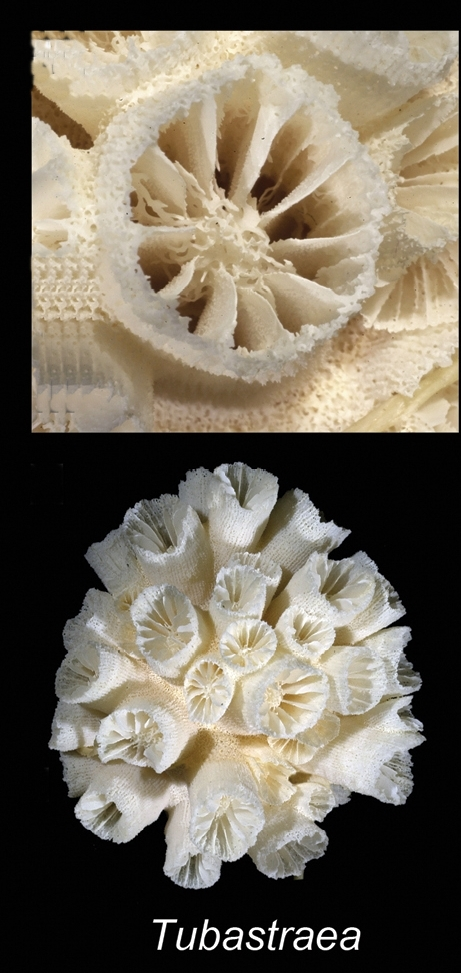
Vistas calicular y del corallum de Tubastraea

El género de coral Tubastraea pertenece a la familia Dendrophylliidae, enmarcada en  el orden Scleractinia.  
Su nombre proviene del latín tubus = tubo y del griego aster = estrella.

## Especies
El Registro Mundial de Especies Marinas acepta las siguientes especies, cuyos estados de conservación, según la UICN, son:
- T. coccinea Lesson, 1830. No evaluada.
- T. diaphana Dana, 1846. No evaluada.
- T. faulkneri Wells, 1982. No evaluada.
- T. floreana Wells, 1982. Críticamente amenazada. A2a ver. 3.1.[2]
- T. micranthus Ehrenberg, 1834. No evaluada.
- T. tagusensis Wells, 1982. No evaluada.

## Morfología
En general, forma grupos arracimados de coralitos que crecen de una base común, y alcanzan unos 15 cm, aunque algunas colonias en forma de árbol, como T. micrantha, alcanzan los 2 m de altura. Su esqueleto es poroso.
Son de color rojo, naranja brillante o verde oscuro. Los pólipos están a veces parcialmente extendidos durante el día, pero por la noche despliegan sus tentáculos, de 1 cm, amarillo brillante, blancos o verdes, según la especie. El resto del pólipo es naranja, salmon, verde o rojo. 
Los pólipos presentan unas células urticantes denominadas nematocistos, empleadas en la caza de presas de zooplancton. 

## Alimentación
Son corales heterótrofos, no contienen zooxantelas, por lo que se alimentan exclusivamente del plancton que capturan con sus tentáculos durante la noche. Esta característica del género, de no poseer algas simbiontes, es una excepción dentro del grupo de los corales duros. 

## Reproducción
Son hermafroditas y producen plánulas asexualmente, las larvas deambulan antes de metamorfosearse en pólipos sésiles y generar una nueva colonia. Alcanzan la madurez sexual a una media de edad de 18 meses.

## Hábitat y distribución
Su distribución geográfica comprende todos los continentes a excepción de la Antártida. Preferentemente en zonas tropicales, aunque algunas especies se encuentran en aguas más frías. 
Zonas de buena corriente, en terrazas profundas en algunos atolones meridionales. Parte superior de paredes, para aprovecharse de las corrientes ascendentes cargadas de plancton y desde poca profundidad, incluyendo zonas expuestas a la luz, aunque son más frecuentes en cuevas y zonas sombrías. 
Colonizan tanto barcos naufragados, como plataformas petróliferas o de gas y materiales artificiales de puertos, como metal o cemento. En algunas zonas dónde no son originalmente nativas se están erradicando, Proyecto-Sol en Brasil, ya que se considera una especie invasiva y merma a las especies autóctonas.
Profundidad de 0 a 110 m

## Mantenimiento
Las Tubastraea son de las especies difíciles de mantener en cautividad, ya que hay que alimentarlas diariamente con zooplancton y esto también entraña otra dificultad, el mantener el agua del acuario en los niveles adecuados de nitratos, fosfatos, etc.
La iluminación es indiferente al no ser fotosintéticas, aunque es preferible emplazarlas en zonas bajas y sin luz potente. La corriente deberá ser moderada y alterna.

## Galería

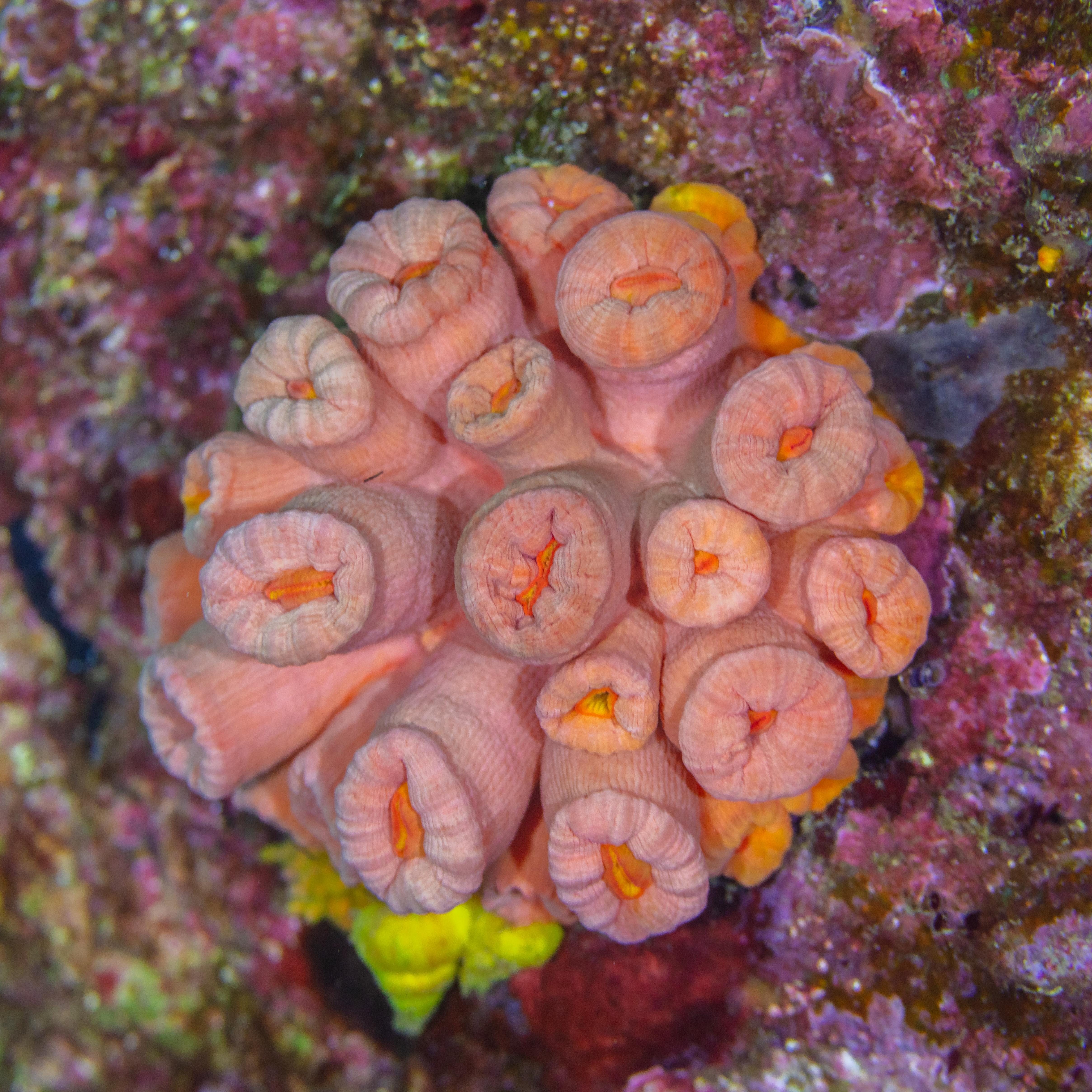
Tubastraea coccinea con los pólipos retraídos.
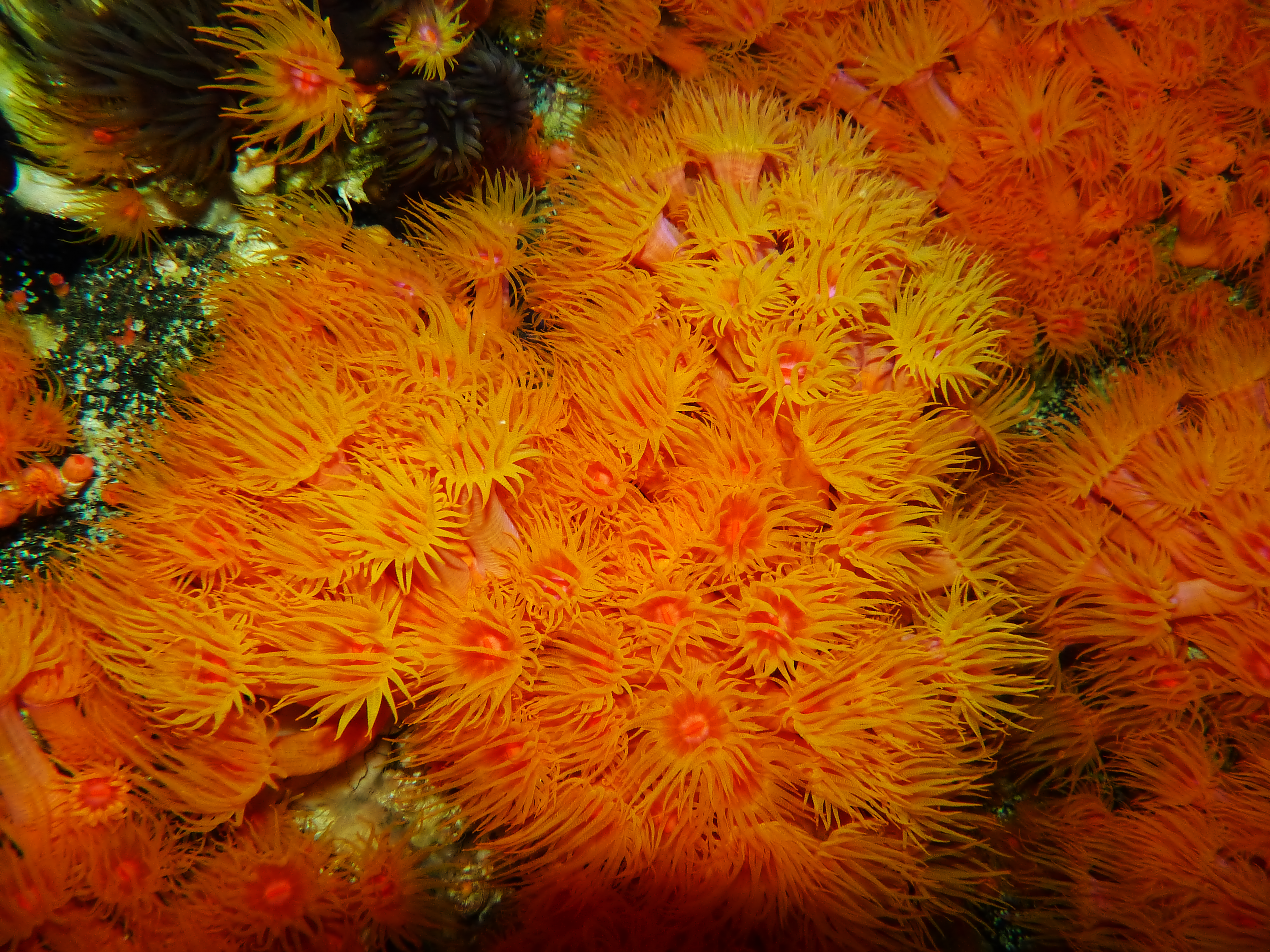
Tubastraea coccinea con los pólipos expandidos.
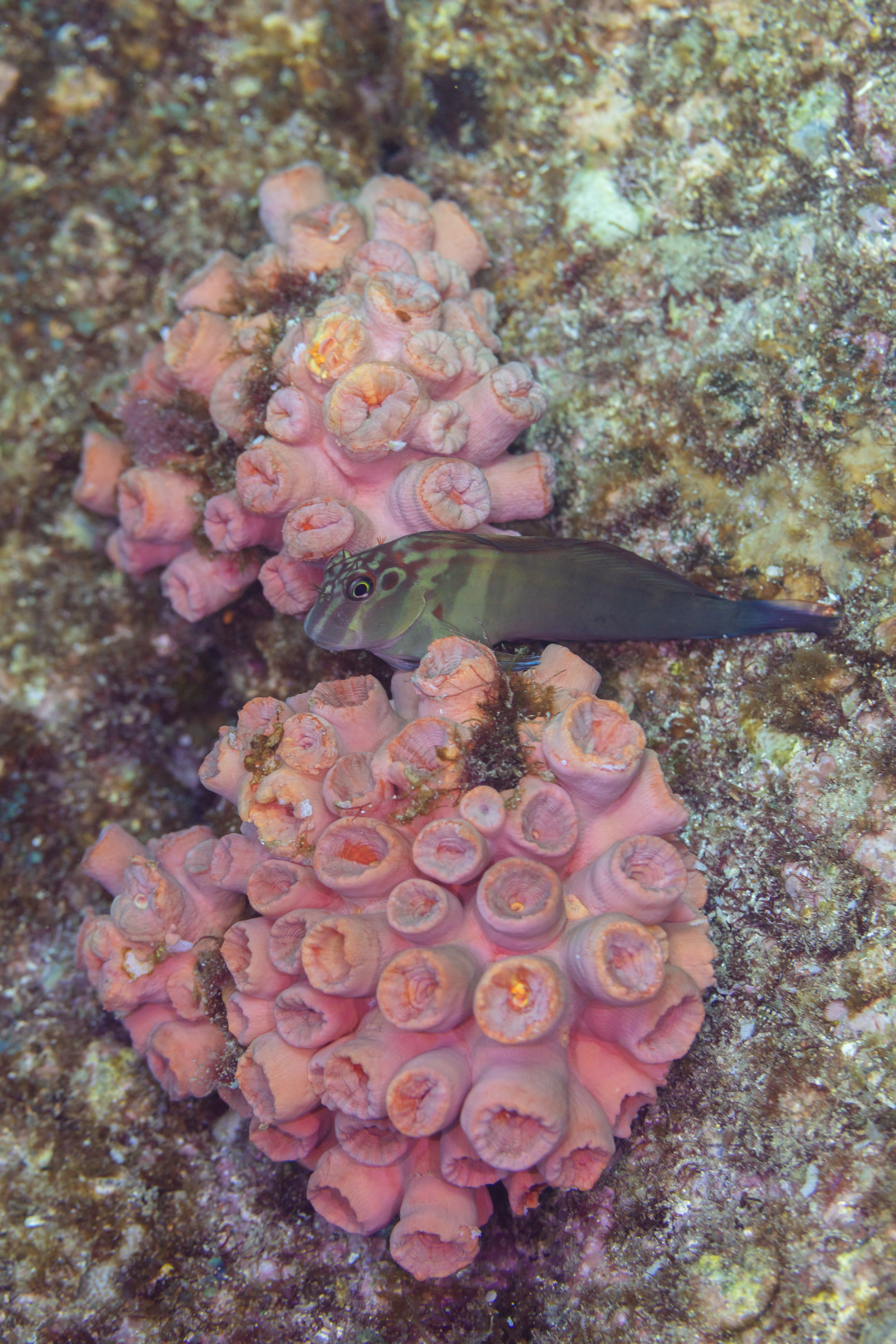
Borracho mono (Ophioblennius steindachneri) entre corales sol (Tubastraea coccinea).
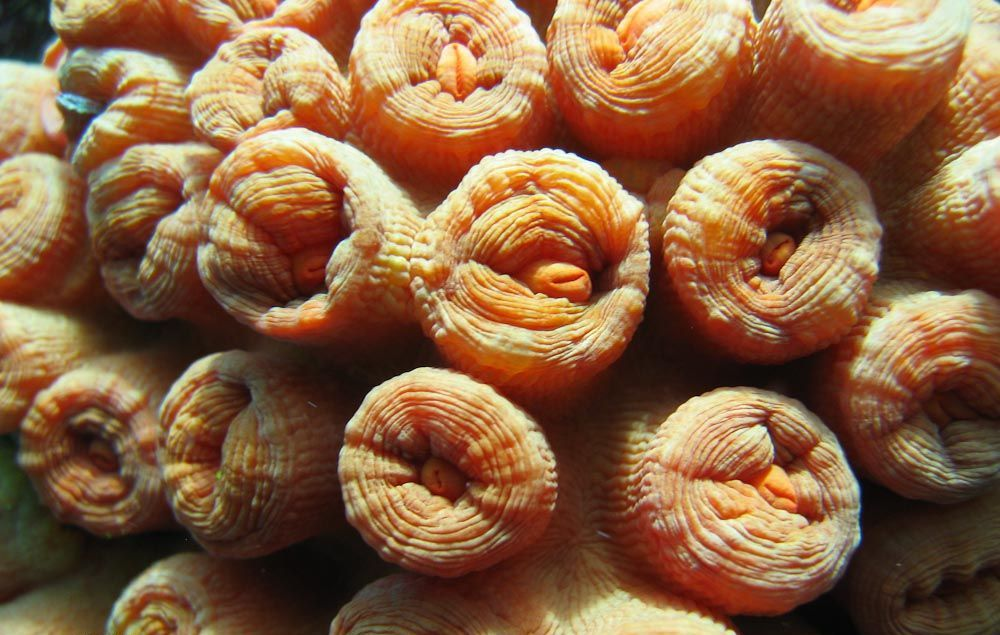
Tubastraea faulkneri con los pólipos retraídos.
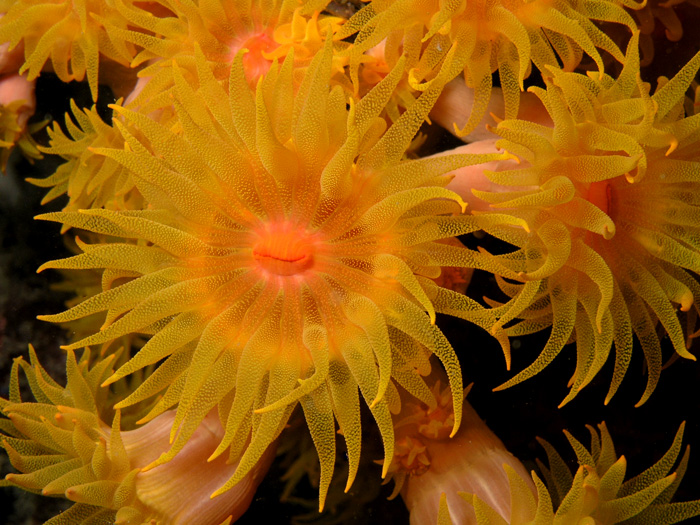
Tubastraea faulkneri con los pólipos expandidos.
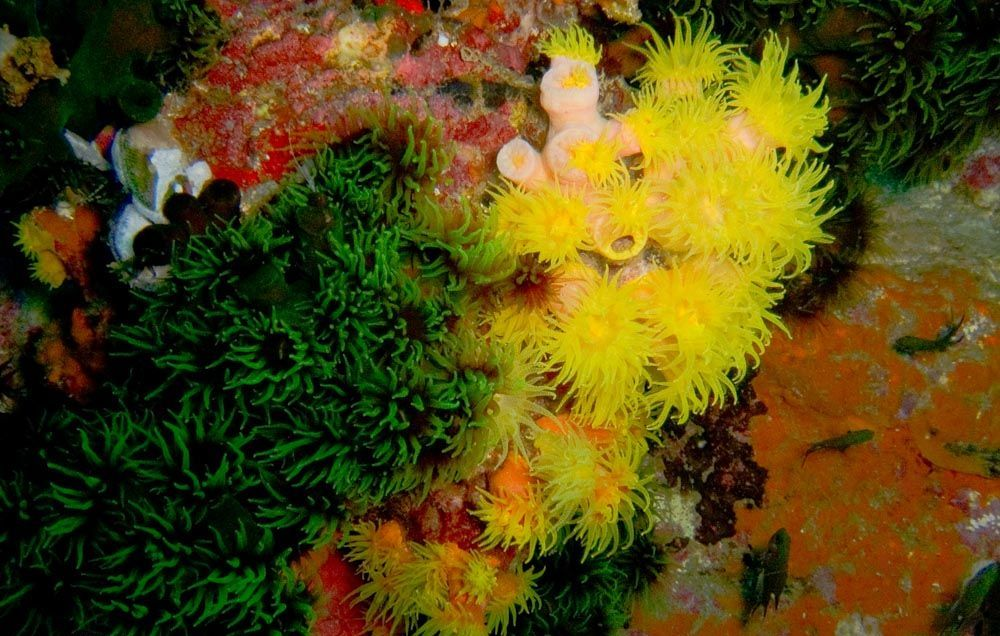
Colonias de T. micranthus y T. faulkneri en Koh Phangan, Tailandia.
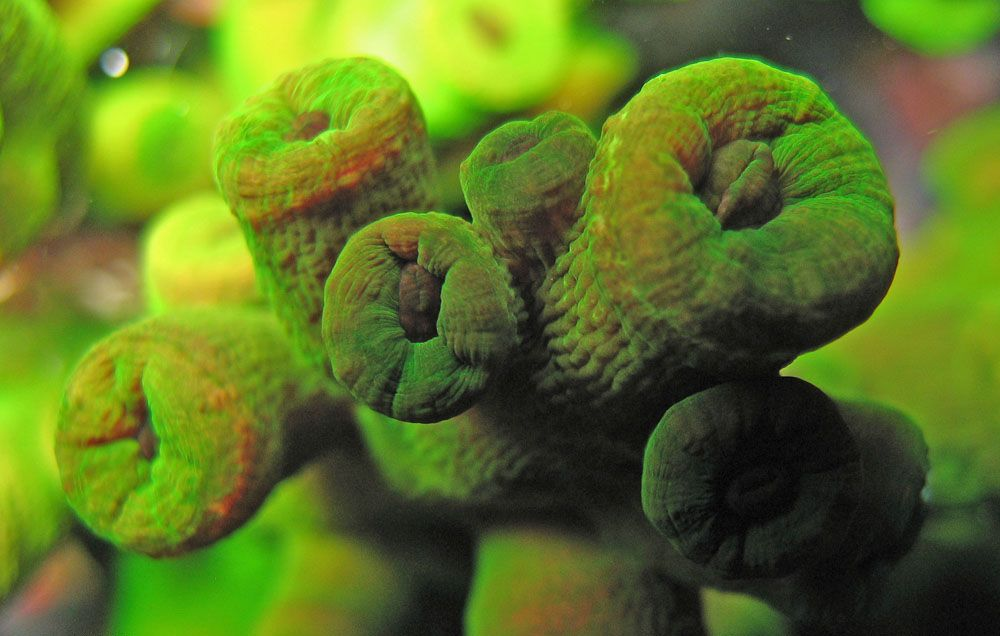
Tubastraea micranthus con los pólipos retraídos.
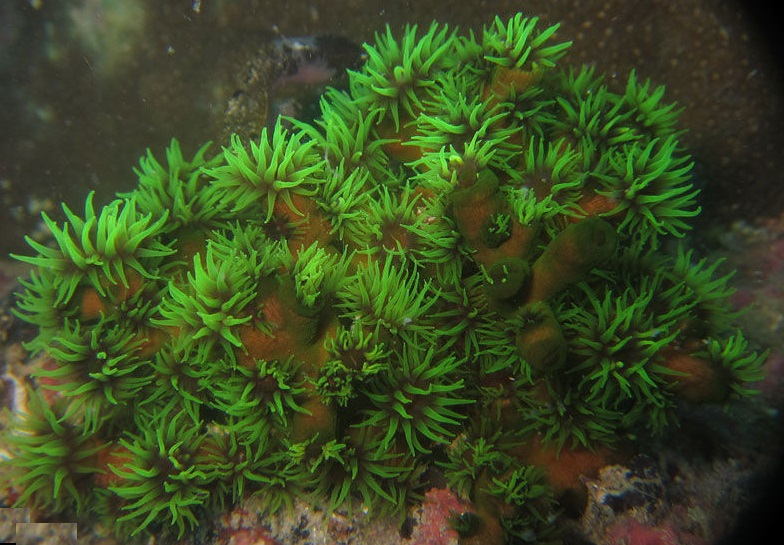
T. micranthus con los pólipos expandidos.
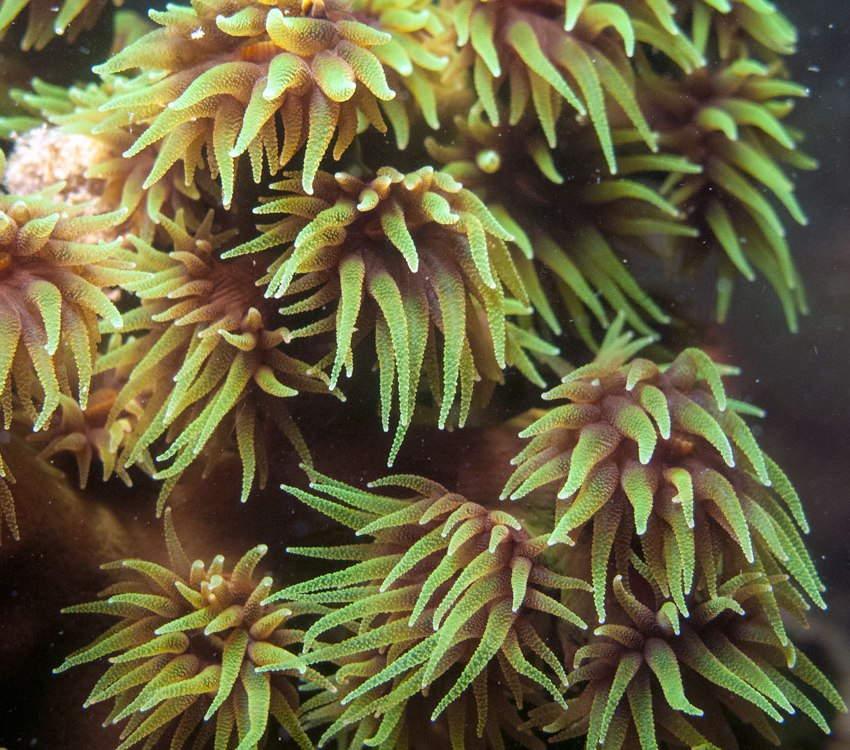
T. micranthus, variación de coloración en Koh Phangan
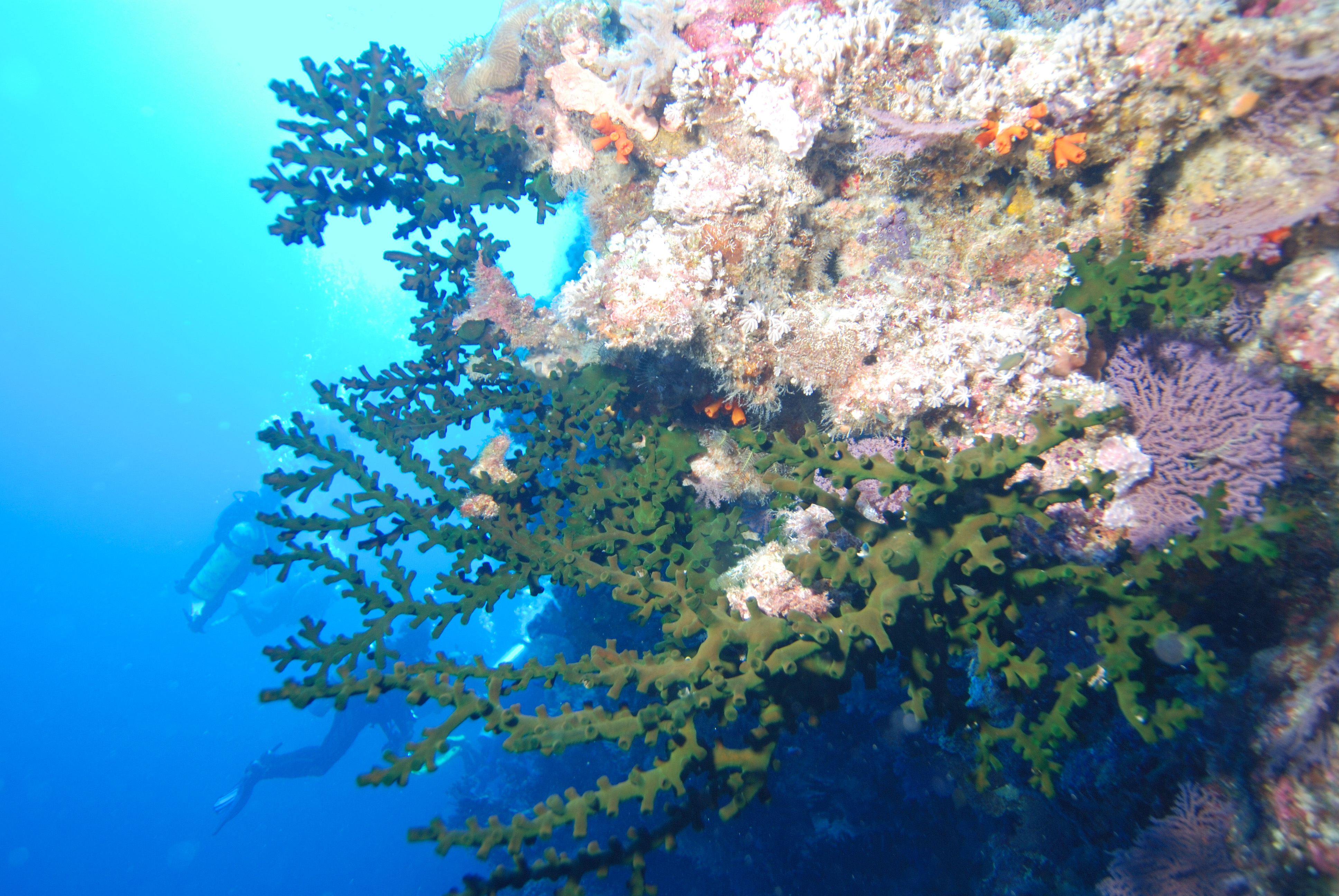
Colonias de T. micranthus.
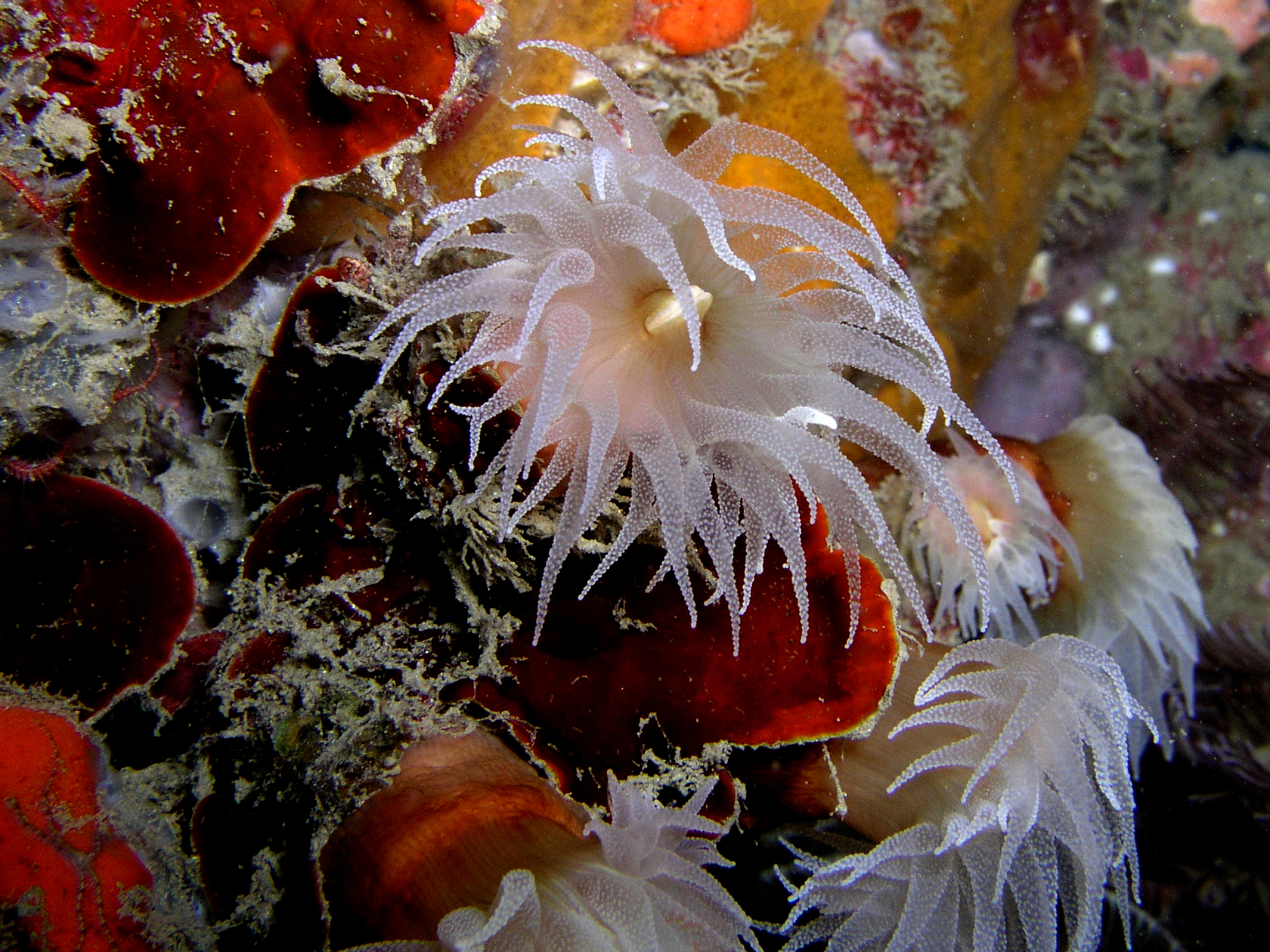
Tubastraea sp en Timor.
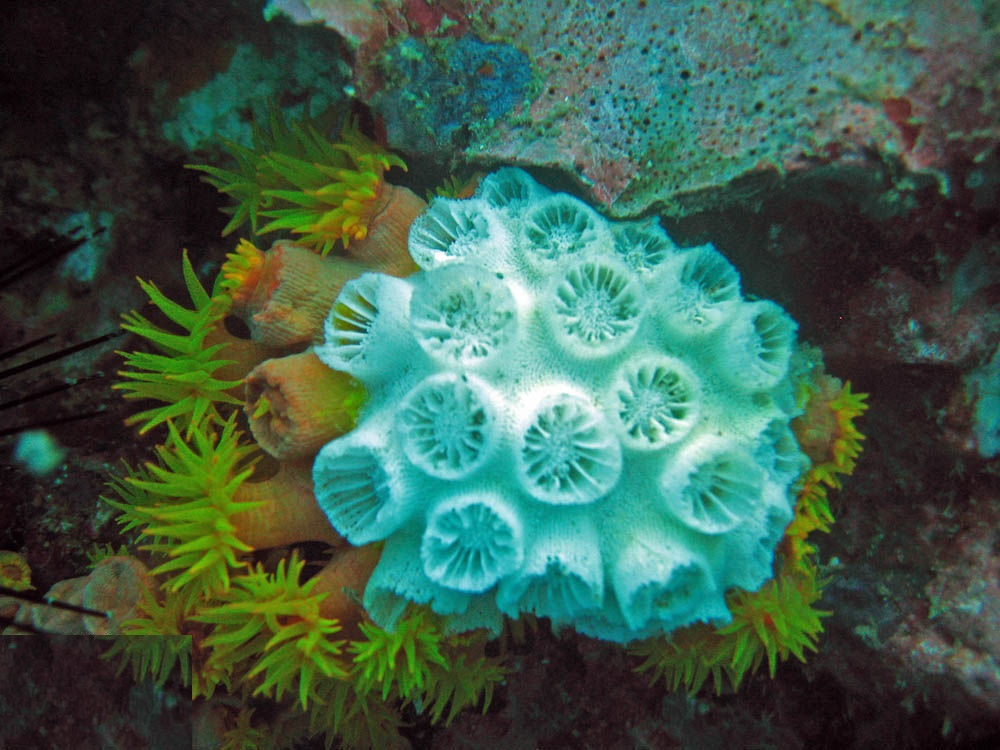
Colonia de T. micranthus parcialmente afectada por blanqueo.